# Zbiornik gazu

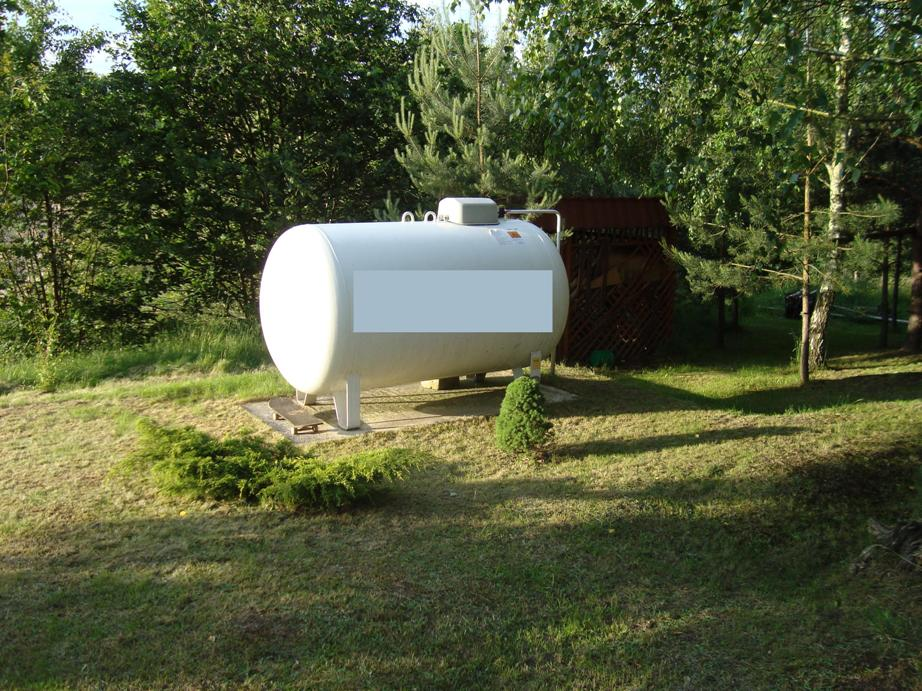
zbiornik gazu

Zbiornik gazu – zbiornik ciśnieniowy, w którym magazynuje się paliwo w stanie ciekłym, może być naziemny lub podziemny. Jest wykonany z wysokiej jakości stali odpornej na warunki atmosferyczne oraz uszkodzenia mechaniczne. Ogólnodostępne są dwa kształty zbiornika: torusa i cylindra. Montowany jest na betonowej płycie. Aby zbiornik mógł być w ciągłej eksploatacji musi posiadać certyfikat, który gwarantuje szczelność oraz bezpieczeństwo używania. Certyfikat jest wystawiany na okres 10 lat.
Urządzenie to wymaga oddzielnego pozwolenia na budowę oraz projektu, który wykonuje projektant z uprawnieniami budowlanymi w zakresie projektowania sieci i instalacji gazowych. Zbiornik powinien być zamontowany w bezpiecznych odległościach od:
- budynku mieszkalnego, innych obiektów budowlanych, ogrodzenia i dróg – 3 m
- niezasyfonowanych studzienek kanalizacyjnych, a także studzienek wodociągowych – 8 m
- elektrycznej linii napowietrznej o napięciu do 1 kV – 3 m.

Podlega on dozorowi technicznemu, aby był gotowy do eksploatowania musi zostać zgłoszony do odbioru technicznego. Odbioru dokonuje przeważnie firma dostarczająca paliwo. Aby zachować zasady bezpieczeństwa w zbiorniku przechowywane jest 85% jego całkowitej objętości.